# Соломоник Елла Ісаківна
Елла Ісаківна Соломоник (29 травня 1917, Єкатеринбург, Росія — 21 вересня 2005, Ізраїль) — філолог-класик, відомий історик стародавнього світу, епіграфіст, фахівець з юдаїки Криму, дослідник античних держав Північного Причорномор'я й зокрема Херсонесу Таврійського. Почесний член Кримської академії наук. Член Ради Єврейської общини Криму, правління Товариства єврейської культури в Сімферополі (1991), ради краєзнавчого товариства, вченої Ради Кримської філії Інституту археології НАН України.

## Біографія
Народилася 29 травня 1917 році в Єкатеринбурзі в єврейській родині. У 1936 році закінчила середню школу «нім. Annenschule» в Петербурзі, де спочатку всі предмети викладалися німецькою мовою.
Закінчила Історичний факультет Ленінградського університету, де навчалася з 1936 до 1941 рік. У 1941–1945 роках викладала історію в школі й в технікумі м. Сарапула (Удмуртія), читала лекції у філії Іжевського педінституту.
У 1948 році після захисту кандидатської дисертації в Ленінградському університеті, була спрямована на роботу у відділ археології Кримської філії АН СРСР. У 1948–1956 роках працювала науковим співробітником Кримської філії АН СРСР, у 1956—1979 рр. — співробітником Кримського відділу Інституту археології АН УРСР, а у 1979—1991 рр. — старшим співробітником-консультантом того ж відділу.
З 1968 р. — доктор історичних наук, докторська дисертація була присвячена епіграфіці Херсонесу.
Протягом ряду років була керівником Етнографічного загону Херсонеської археологічної експедиції. За її ініціативи у музею-заповідники Херсонес Таврійський був створений епіграфічний лапідарій, під її керівництвом систематично провадилось дослідження античний і середньовічних написів та архівних матеріалів, складалися палеографічні таблиці.
На базі Херсонеського лапідарію Е. І. Соломоник проводила семінари та лекції з епіграфіки для студентів університетів Петербурга, Львова, Москви, Харкова, Уфи, Воронежа та Сімферополя. Е. І. Соломоник також ініціювала дослідження єврейського колгоспного руху в Криму в 1920–1930 роках і та діяльності «Агро-Джойнт» (відділ всесвітньої організації з сільського господарства, який займався організацією єврейських колгоспів). Працювала за сумісництвом професором Сімферопольського університету.
У 1997 році репатріювалася до Ізраїлю. Елла Ісаківна Соломоник померла 21 вересня 2005 року в Ізраїлі.
За праці з юдаїстики Фонд культури АРК заснував премію імені Елли Соломоник.

## Праці
Автор понад 140 опублікованих наукових праць, в тому числі й науково-популярних:
- 1950: Раскопки Неаполя Скифского — столицы Скифского государства в Крыму : [популярная лекция] / Э. И. Соломоник. — Симферополь : Крымиздат, 1950. — 19 с.
- 1951: Сессия по итогам археологических исследований в Крыму / Э. И. Соломоник // Вестник древней истории. — 1951. — N 4. — С. 227–234.
- 1952: О скифском государстве и его взаимоотношениях с греческими городами Северного Причерноморья / Э. И. Соломоник // История и археология Боспора : сборник. — Симферополь, 1952. — С. 103–128.
- 1957: О таврении скота в Северном Причерноморье : по поводу некоторых загадочных знаков / Э. И. Соломоник // История и археология древнего Крыма : сборник. — Киев, 1957. — С. 210–218.
- 1958: Четыре надписи из Неаполя и Херсонеса / Э. И. Соломоник // Советская археология. — 1958. — С. 308–316.
- 1959: Новые эпиграфические находки в северном районе Херсонеса. Почетный декрет города Тия / Э. И. Соломоник // Херсонесский сборник. Вып. 5. — 1959. — С. 161–168.

Сарматские знаки Северного Причерноморья / Э. И. Соломоник. — Киев : Изд-во Акад. наук УССР, 1959. — 179 с. : ил. — Библиогр.: с. 173–175.
- 1960: Алтарь Немесиды из Херсонеса [с девятистрочной латинской надписью] / Э. И. Соломоник // Вестник древней истории. — 1960. — N 2. — С. 133–139.

Проксения в честь синопейца / Э. И. Соломоник // Сообщения Херсонесского музея. — 1960. — Вып.1. — С. 16-20.
- 1961: Эпиграфическое свидетельство о скифской крепости в Крыму / Э. И. Соломоник // Вестник древней истории. — 1961. — N 4. — С. 106–109.
- 1962: Эпиграфические памятники Неаполя скифского / Э. И. Соломоник // Нумизматика и эпиграфика : сборник. — 1962. — N 3. — С. 32-44.

Про значення терміна тавроскіфи / Є. І. Соломоник // Археологічні пам'ятки. — Київ, 1962. — N 11. — С. 153–157.
- 1964: Метрическая эпитафия III в. н. э. / Э. И. Соломоник // Вестник древней истории. — 1964. — N 4. — С. 139–144.

Новые эпиграфические памятники Херсонеса / Э. И. Соломоник. — Киев : Наукова думка, 1964. — 196 с. : ил.
- 1965: Две случайные эпиграфические находки в Крыму / Э. И. Соломоник // Нумизматика и эпиграфика. — 1965. — N 5. — С. 97-102.
- 1966: О римском флоте в Херсонесе : [надписи на алтарях] / Э. И. Соломоник // Вестник древней истории. — 1966. — N 2. — С. 165–171.
- 1967: Греческие надписи из района античного театра в Херсонесе / Э. И. Соломоник // Вестник древней истории. — 1967. — N 1. — С. 69-79.
- 1968: Свидетельство Прокопия Кесарийского о длинных стенах и стране Дори в Крыму / Э. И. Соломоник // Археологические исследования средневекового Крыма : сборник. — 1968. — С. 11-27.

К творческой истории «Анабазиса» Ксенофонта / Э. И. Соломоник // Античная история и культура : сборник. — Ленинград, 1968. — С. 271–277.
- 1969: О клеймении скота и рабов в древности / Э. И. Соломоник // Gesellschaft und Recht im griechische-romischen Altertum. — Berlin, 1969. — S. 219–226.
- 1970: Новые данные о связях Ольвии с Истрией / Э. И. Соломоник // Klio. — 1970. — S. 427–436.
- 1973: Из истории религиозной жизни в северопонтийских городах позднеантичного времени / Э. И. Соломоник // Вестник древней истории. — 1973. — N 1. — С. 55-77.

Новые эпиграфические памятники Херсонеса. Лапидарные надписи / Э. И. Соломоник. — Киев : Наукова думка, 1973. — 283 с. : ил.
- 1974: Нагробия врачей из античного Херсонеса / Э. И. Соломоник, И. А. Антонова // Вестник древней истории. — 1974. — N 1. — С. 94-105.

Несколько неизданных надписей Херсонеса и его округи / Э. И. Соломоник // Нумизматика и эпиграфика. — 1974. — N 11. — С. 33-47.
- 1975: Neues zum Asklepioskult in Chersonessos / E. Solomonik // Klio. — 1975. — N 11. — S. 433–442.
- 1976: Некоторые группы граффити из античного Херсонеса / Э. И. Соломоник // Вестник древней истории. — 1976. — N 3. — С. 121–141.
- 1977: Сравнительный анализ свидетельств Страбона и декрета в честь Диофанта о скифских царях / Э. И. Соломоник // Вестник древней истории. — 1977. — N 3. — С. 53-63.
- 1978: Несколько новых надписей Херсонесского музея / Э. И. Соломоник // Вестник древней истории. — 1978. — N 3. — С. 66-81.

Граффити античного Херсонеса (на чернолаковых сосудах) / Э. И. Соломоник [и др.] ; Отв. ред. и автор предисловия Э. И. Соломоник. — Киев : Наукова думка, 1978. — 139 с. : табл.
- 1979: [Рецензия] / Э. И. Соломоник, И. А. Лисовый // Вестник древней истории. — 1979. — N 1. — С. 219–222. — Рец. на кн.: Vidman, L. Psano do kamene (Anticke epigrafie) / L. Vidman. — Praha, 1975.

Кубанские керамические плитки / Э. И. Соломоник // Советская археология. — 1979. — N 4. — С. 167–179.
- 1982: Неизвестная статья акад. С. А. Жебелева / Э. И. Соломоник // Вестник древней истории. — 1982. — N 2. — С. 140–155.
- 1983: Несколько памятников с сарматскими знаками / Э. И. Соломоник // Население и культура Крыма : сб. ст. — Киев, 1983. — С. 80-95.

Латинские надписи Херсонеса Таврического : тексты, перевод, комментарии / Э. И. Соломоник; под ред. В. Т. Пашуто, Я. Н. Щапова. — М. : Наука, 1983. — 94 с. : ил. — Библиогр.: с. 91-92.
- 1984: Из эпиграфики Херсонеса / Э. И. Соломоник // Вестник древней истории. — 1984. — N 4. — С. 66-87.

Утерянная и вновь открытая мангупская надпись / Э. И. Соломоник, А. Белый // Нумизматика и эпиграфика. — 1984. — N 14. — С. 170–175.
Фрагмент надписи из Херсонеса о политических изгнанниках / Э. И. Соломоник // Вестник древней истории. — 1984. — N 3. — С. 72-81.
О культе Афины в Херсонесе в IV—III вв. до н. э. [Архівовано 1 січня 2014 у Wayback Machine.] / Э. И. Соломоник // Античная древность и средние века. — [Вып. 21]: Античная и средневековая идеология. — С. 7-14.
Граффити с хоры Херсонеса / Э. И. Соломоник. — Киев : Наукова думка, 1984. — 141 с.
- 1985: О методике изучения и принципах публикации античных граффити : [обзор основной литературы] / Э. И. Соломоник // Вестник древней истории. — 1985. — N 3. — С. 77-91.
- 1986: Об одной утерянной ольвийской надписи / Э. И. Соломоник // Античная культура Северного Причерноморья в первые века н. э. — Киев, 1986. — С. 36-41.

Несколько новых греческих надписей средневекового Крыма / Э. И. Соломоник // Византийский временник. — 1986. — Вып. 117. — С. 210–218.
Эпиграфические памятники / Э. И. Соломоник // Археология Украины. Т. 2. — Киев, 1986.
- 1987: Свинцовые урны с надписями из Херсонеса / Э. И. Соломоник // Материалы к этнической истории Крыма : сб. ст. — Киев, 1987. — С. 67-78.

Два античных письма из Крыма / Э. И. Соломоник // Вестник древней истории. — 1987. — N 3. — С. 114–131.
- 1988: Древние надписи Крыма / Э. И. Соломоник; отв. ред. С. Н. Бибиков. — Киев : Наукова думка, 1988. — 110 с. : ил. — Библиогр.: с. 110.
- 1990: О земельных участках Херсонеса в нач. III. в. до н. э. / Э. И. Соломоник, Г. М. Николаенко // Вестник древней истории. — 1990. — N 2. — С. 79-99.

Каменная летопись Херсонеса : греческие лапидарные надписи античного времени / Э. И. Соломоник. — Симферополь : Таврия, 1990. — 108 с. : ил. — Библиогр.: с. 106–108.
- 1991: Новые греческие лапидарные надписи средневекового Крыма / Э. И. Соломоник // Византийская Таврика : сб. ст. — Киев, 1991. — С. 172 −179.

До 100-річчя з дня народження С. Я. Лур'≤ / Є. І. Соломоник // Археологія (Київ). — 1991. — N 2. — С. 129–133.
- 1992: Присвята з городища Беляус / Є. І. Соломоник // Археологія (Київ). — 1992. — N 1. — С. 46-50.
- 1993: Античное надгробие из Гаспры / Э. И. Соломоник // Известия Крымского краеведческого музея. — 1993. — N 3. — С. 48-54.

Надписи на крымских амфорах первых веков н. э. / Э. И. Соломоник // Археологія (Київ). — 1993. — N 2. — С. 102–116.
- 1994: Херсонесские глиняные грузила с надписями / Э. И. Соломоник // Северо-Западный Крым в античную эпоху : сб. ст. — Киев, 1994. — С. 138–158 ; с. 145–158 : Каталог херсонесских грузил с надписями.

Новая находка в Крыму плиты с изображением меноры / Э. И. Соломоник // Вестник Еврейского университета в Москве. — 1994. — N 1. — С. 54-58.
- 1997: Збірник статей «Евреи Крыма» (головний редактор, упорядник), Симферополь-Иерусалим, 1997;

Древнейшие еврейские поселения и общины в Крыму" / зб. «Евреи Крыма», 1997;